# 北海道道34号襟裳公园线
北海道道34号襟裳公园线（日语：北海道道34号襟裳公園線）是一条位于北海道日高振興局幌泉郡襟裳町内的主要道级道路（北海道道）。

## 路線数据
- 起点：北海道幌泉郡襟裳町庶野（＝国道336号交点）
- 終点：北海道幌泉郡襟裳町歌別（＝国道336号交点）
- 总長：26.1千米

## 经过的自治体
- 日高振興局
  - 幌泉郡襟裳町

## 主要连接道路
- 襟裳町
  - 国道336号

## 历史
- 1954年3月30日 路線勘定（路線编号为97）。
- 1994年10月1日 路線编号变更。

## 其他
- 通往襟裳岬的东侧路边（海岸線側）入选日本百大海岸、日本百大白砂青松。